# Lubbock, Texas
Lubbock (phát âm là / lʌbək /) là một thành phố thuộc tiểu bang Texas của Hoa Kỳ. Nằm ở phía tây bắc của tiểu bang, một khu vực lịch sử từng được biết đến là Estacado Llano, nó là quận lỵ của Quận Lubbock. Theo điều tra dân số Hoa Kỳ năm 2000, dân số thành phố là 199.564 người, đây là thành phố lớn thứ 87 tại Hoa Kỳ và lớn thứ 11 tại Texas, dân số năm 2009 ước tính là 225.856 người với khu vực đại đô thị Lubbock có dân số 276.659 người.